# Capitale sociale (economia)
Il capitale sociale (o capitale di rischio), in economia aziendale, è il capitale conferito nella società da parte dei soci e che viene impiegato per il conseguimento dell'oggetto sociale (a meno che esso non venga impiegato nella costituzione di riserve). Essendo "di rischio", il capitale può essere anche perso interamente o aumentato se le attività generano profitti/utili dai ricavi. Il capitale è indicativo delle risorse su cui l'azienda può contare da parte dei propri azionisti. Viene anche detto "di rischio" poiché, in caso di cessazione della attività, una volta liquidato l'attivo vengono prima rimborsate tutte le passività secondo il loro grado di privilegio, ed infine per ultimo il capitale sociale - che è quindi maggiormente a rischio.
Il capitale sociale può essere formato da beni tangibili (denaro, edifici, terreni, veicoli, macchinari...) e intangibili (e.g. brevetti), tutti beni liquidabili tramite per esempio la vendita a compratori o in un'asta e hanno un valore in denaro (in inglese, si dicono "asset"). Il capitale sociale è una voce del patrimonio netto, il quale, per convenzione contabile, è una voce del passivo dello stato patrimoniale. Il capitale sociale è un valore nominale che rappresenta i conferimenti in denaro, di beni in natura o di crediti da parte dei titolari di una società di capitali. La cifra del capitale sociale è una quota ideale del patrimonio netto che rimane invariata a prescindere dagli avvenimenti economici che riguardano la società, a meno che non venga modificato in seguito a deliberazione dell'assemblea e secondo i modi previsti dalla legge. Poiché il capitale sociale è l'ultima garanzia per i creditori, il suo importo rimane costante (è stabilito nello statuto della società) ed è un valore di "facciata", in quanto rappresenta l'insieme delle quote sottoscritte dagli azionisti e ai quali essi avranno diritto in momento di liquidazione (a meno che non venga prima utilizzato per pagare creditori, i quali hanno la precedenza). Il capitale sociale è solo una delle voci che figurano nel patrimonio netto, il quale invece indica un valore "reale" e non nominale poiché muta con l'evolversi della situazione economica d'azienda. Il patrimonio netto contiene tra le voci principali, oltre al CS, anche l'eventuale sovrapprezzo di emissione delle azioni, le riserve legali e statutarie, gli utili (perdite) di esercizio e quelli portati a nuovo. Il patrimonio netto è individuato per differenza positiva tra le attività e le passività reali della società. Simili dati si trovano indicati nei vari report finanziari (e.g. il foglio di bilancio) e sono resi pubblici per motivi di information disclosure/trasparenza informativa.

## Disciplina normativa

### Italia

#### Modalità di conferimento e capitale sociale minimo
I beni conferiti e i crediti devono essere stimati da un perito e conferiti obbligatoriamente al 100% al momento della sottoscrizione del capitale (art. 2343 del codice civile). L'obbligo di versamento integrale dei conferimenti resta solamente in capo alla società per azioni unipersonale.
Per i conferimenti in denaro deve essere fatto un versamento pari al 25% dell'ammontare al momento della sottoscrizione, mentre i conferimenti in natura non possono che essere liberati in unica soluzione.
Unica eccezione il caso di società di capitali uni-personale, dove anche il conferimento di denaro deve essere fatto al 100% al momento della sottoscrizione.
Nella società per azioni non possono essere fatti i conferimenti di prestazione d'opera, possibili nelle società di persone e, dal 2003, nella S.r.l. (art. 2345 c.c.)
Pertanto, il capitale sociale si distingue in capitale sottoscritto, conferito e versato.
In Italia, il capitale sociale minimo per fondare una S.r.l. deve essere pari o superiore a 10.000€, mentre per fondare una S.p.A. deve essere pari o superiore a 50.000€. Il capitale sociale minimo è una forma di garanzia blanda siccome sicuramente nel lungo tempo può variare vistosamente (può anche finire versato in una società figlia e controllata/sussidiaria in contesto di scissione societaria) e, nell'ordinamento italiano, questo requisito potrebbe essere interpretato come paternalistico se messo a confronto con altri ordinamenti più spiccatamente neoliberisti (negli USA e UK il requisito di capitale minimo è assente).

#### Relazione giurata
I beni conferiti, diversi da conferimenti in denaro, devono essere accompagnati da una relazione giurata. Il tribunale nomina un esperto che ha il compito di sottoscrivere tale relazione.
La relazione giurata contiene la descrizione del bene, dei criteri seguiti per la perizia, l'attestazione che il valore del bene è almeno pari a quello attribuito ai fini della determinazione del capitale sociale e del sovrapprezzo.
La perizia serve a tutela di tutti portatori di interesse nei confronti dell'impresa, a garantire l'attendibilità dei bilanci societari, vale a dire che il valore nominale iscritto come capitale sociale non sia superiore al valore reale dei conferimenti.

#### Riforma del D/Lgs 142/2008
Il Decreto Lgs. n. 142 del 4 agosto 2008 riforma la disciplina dei conferimenti per le società per azioni. Se il conferimento riguarda valori mobiliari o strumenti del mercato monetario, non serve la perizia se il valore stimato non è superiore al valore ponderato negli ultimi sei mesi dello stesso strumento, rilevato in mercato regolamentato a piacere.
Se il conferimento riguarda beni o crediti diversi dai precedenti, non è più obbligatoria la perizia quando il valore dei beni non supera:
- il "valore equo" (fair value) ricavato da un bilancio dell'ultimo anno, certificato da un revisore, (senza rilievi in merito all'oggetto del conferimento);
- il "valore equo" certificato da un esperto indipendente, che può non essere quello nominato dal tribunale.

Il decreto introduce una certa discrezionalità. Per i valori mobiliari o gli strumenti monetari, l'azienda può scegliere il mercato regolamentato che presenti una quotazione, presumibilmente la più alta, per i beni oggetto della stima; per gli altri beni o crediti, può scegliere una persona esperta a piacere, con il vincolo della "comprovata professionalità" e dell'indipendenza dal conferente e dalla società conferitaria.

#### Modalità di sottoscrizione delle quote
La sottoscrizione può essere limitata a un numero predeterminato di soci, ovvero, più raramente, una sottoscrizione pubblica.
Si ricorre a una sottoscrizione pubblica ad esempio per creare una public company ad azionariato diffuso, o per il salvataggio di una società da un'azione fallimentare, in mancanza di un unico soggetto disposto a rilevarla e investire per il suo risanamento.

#### Aumento di capitale
Il capitale sociale, durante la vita della società, può essere modificato nel suo ammontare mediante un'apposita delibera dell'assemblea straordinaria, implicando una modificazione dello statuto. La scelta di aumentare la cifra del capitale è rimessa agli organi di amministrazione della società, quindi libera, mentre l'opposta operazione di riduzione, oltre che liberamente, è imposta per legge quando vi siano state perdite che abbiano intaccato il capitale sociale di oltre un terzo e se nel caso si sia ridotto sotto il limite legale, l'assemblea oltre a deliberare la riduzione deve contemporaneamente aumentarlo a una cifra non inferiore al minimo (cosiddetta ricapitalizzazione) oppure trasformare il tipo sociale.
Possono essere conferiti gli stessi beni conferibili in sede di costituzione della società, inoltre possono essere utilizzate le quote del patrimonio netto disponibili (cosiddetto passaggio di riserve a capitale).
Nelle società per azioni, l'aumento si ha mediante l'emissione di nuove azioni, quindi prevendendo diritti di opzione per gli azionisti e per gli obbligazionisti convertendo, oppure aumentando il valore nominale delle azioni in circolazione. L'emissione di azioni può esser fatto alla pari, con riferimento al valore nominale, o sopra la pari, cioè prevedendo il cosiddetto sovrapprezzo azioni.
Le procedure per la stima e accertamento del valore dei beni conferiti sono le stesse previste all'atto della costituzione della società di capitali.

## Diritto di voto
Il D.L. n.66/2014 (cosiddetto "Decreto Competitività") introduce per la prima volta nell'ordinamento italiano le azioni con voto plurimo, che consentono ai relativi detentori di esprimere da uno ad un massimo di tre voti in Assemblea, per ogni singola quota azionaria posseduta.
Viene in questo modo superato lo storico principio "un'azione=un solo voto"  che in Italia vigeva ininterrottamente dal lontano 1942, dopo aver attraversato indenne tutte le modifiche al diritto societario. La norma prevedeva che il potere di direzione e controllo dell'azionista fosse strettamente collegato e proporzionale al rischio da questi assunto nell'impresa col capitale proprio investito in quote azionarie.

## Patrimoni destinati ad uno specifico affare
La riforma del diritto societario del D.Lgs. 6/2003 ha introdotto per le società per azioni la possibilità di costituire uno o più patrimoni destinati ad uno specifico affare (ex art. 2447 c.c.). La delibera istitutiva di tali patrimoni è soggetta ad un obbligo di pubblicità simile a quello previsto per le società di nuova costituzione.
Per ogni patrimonio dedicato ad uno specifico affare è previsto un rendiconto separato e l'obbligo di indicare nello stato patrimoniale i singoli beni ad esso destinati. Il loro uso è vincolato all'affare per il quale il patrimonio è destinato: a fronte di tale limitazione dei diritti di proprietà, il patrimonio può essere aggredito solamente dai creditori che abbiano contratto obbligazioni relativamente ad esso. Tale deroga al principio generale della par condicio creditorum consente agli imprenditori di creare fondi vincolati e maggiormente protetti dal rischio di pignoramento.